# Погонкин, Александр Иванович
Александр Иванович Погонкин (31 октября 1791, Петербург — 1855) — художник-портретист, литограф .

## Биография
Родился в семье учителя часового мастерства Академии Художеств титулярного советника Ивана Гавриловича Паганкина.  Брат художника-литографиста Владимира Погонкина.
В 1800 г. поступил в Академию Художеств. В 1811 г. получил 2 серебряную медаль за портрет с натуры. Выпущен в 1812 г. с аттестатом первой степени и шпагой.
Был учителем рисования в семье графа Чернышёва Григория Ивановича. После учителем рисования в Морском кадетском корпусе.

## Семья

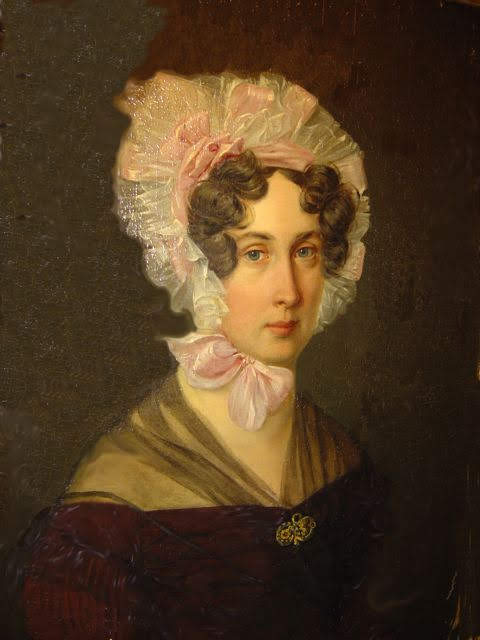
А.И.Погонкин "Портрет Александры Погонкиной"

В 1830 женился на дочери умершего в России французского купца Alexandrine Chapus de Grasse (1803 — неизвестно), которая после венчания стала Александрой Ивановной. После смерти Александра и его старшего сына жена с детьми вернулась во Францию.
Дети:
- Александр Александрович Погонкин ( 11 сентября 1833 — 14 января 1856, Москва ) - врач клиники Московского университета
- Владимир Александрович Погонкин ( 1834 — неизвестно, Франция) - переводчик
- Наталья Александровна Погонкина ( 1835 — 1914, Париж ) - замужем за Charles Victor Delon ( 1833 — 1909 )

## Известные работы
- "Портрет Неизвестной с красной шалью"  (1815. Холст, масло. Государственный Русский музей)
- "Портрет Александры Григорьевны Муравьёвой" (1825. Акварель)
- "Портрет Александры Ивановны Погонкиной " (Вторая четверть XVIII века. Холст, масло.)